# Дени Фантом
Дени Фантом (енгл. Danny Phantom) америчка је анимирана телевизијска серија коју је створио Буч Хартман за Nickelodeon. Прати тинејџера Денија Фентона који, након несреће са непредвидивим порталом између људског света и „Зоне духова”, постаје хибрид и преузима задатак да спасе свој град (и свет) од напада духова који користе разне натприродне моћи.
Серија је номинована за пет награда Ени и добила позитивне критике. Последњих година, поново је добила пажњу и похвале критичара и публике, а многи је сматрају најбољим и најцењенијим Хартмановим делом. Такође је покренута интензивна кампања за поновно приказивање под називом Go Ghost Again Movement, укључујући петицију на Change.org која је добила хиљаде потписа.

## Гласовне улоге
| Улога        | Глас              |
| ------------ | ----------------- |
| Дени Фентон  | Дејвид Кауфман    |
| Сем Мансон   | Греј Делајл       |
| Такер Фоли   | Рики Д’Шон Колинс |
| Џез Фентон   | Колин Вилард      |
| Џек Фентон   | Роб Полсен        |
| Меди Фентон  | Кет Суси          |
| Влад Мастерс | Мартин Мал        |

## Епизоде
| Сезона | Сезона | Епизоде | Епизоде | Оригинално емитовање | Оригинално емитовање |
| Сезона | Сезона | Епизоде | Епизоде | Премијера            | Финале               |
| ------ | ------ | ------- | ------- | -------------------- | -------------------- |
|        | 1.     | 20      | 20      | 3. април 2004.       | 17. јун 2005.        |
|        | 2.     | 20      | 20      | 24. јун 2005.        | 9. јун 2006.         |
|        | 3.     | 13      | 13      | 9. октобар 2006.     | 24. август 2007.     |